# Carpentras
Carpentras (okcitansko/provansalsko Carpentràs) je mesto in občina v jugovzhodni francoski regiji Provansa-Alpe-Azurna obala, podprefektura departmaja Vaucluse. Leta 2010 je mesto imelo 30.360 prebivalcev.

## Geografija
Kraj leži v osrednjem delu grofije Venaissin ob reki Auzon, 25 km severovzhodno od Avignona.

## Administracija
Carpentras je sedež dveh kantonov:
- Kanton Carpentras-Jug (del občine Carpentras,občine Althen-des-Paluds, Entraigues-sur-la-Sorgue, Mazan, Monteux: 41.614 prebivalcev),
- Kanton Carpentras-Sever (del občine Carpentras,občine Aubignan, Caromb, Loriol-du-Comtat, Saint-Hippolyte-de-Graveyron, Sarrians: 31.331 prebivalcev).

Mesto je prav tako sedež okrožja, v katerega so poleg njegovih dveh vključeni še kantoni Beaumes-de-Venise, Malaucène, Mormoiron, Pernes-les-Fontaines, Sault in Vaison-la-Romaine s 127.928 prebivalci.

## Zgodovina
Carpentras je bil poznan kot starogrško trgovsko središče Carpentoracte Meminorum (Plinij starejši), v času Rimljanov preimenovan v Forum Neronis.
V tretjem stoletju je bila v njem ustanovljena škofija, ukinjena s francosko revolucijo, s konkordatom leta 1801 pa je bilo njeno ozemlje dodeljeno škofiji v Avignonu. Kot škof je v Carpentrasu deloval tudi Giulliano della Rovere (1443-1513), od leta 1460 do leta 1503, ko je kot papež Julij II. nasledil papeža Pija III. Kot središče grofije Venaissin je bil Carpentras pogosto rezidenca Avignonskih škofov.

## Zanimivosti
- nekdanja katedrala Saint-Siffrein, grajena v 15. in 16. stoletju po odloku papeža Benedikta XIII. z začetkom v letu 1409, sedež škofije,
- Carpentras je pomembno središče francoskega judaizma; v njem se nahaja najstarejša sinagoga v Franciji (od leta 1367).

## Pobratena mesta
- Seesen  (Nemčija)
- Vevey  (Švica)
- Ponchatoula  (ZDA)
- Camaiore  (Italija)